# Arnaldo Foresti
Arnaldo Foresti (...) è uno scenografo italiano.

## Biografia
Arnaldo Foresti fu un scenografo degli anni 1930. La sua carriera scenografica si termina con gli eventi del 1943. Ha collaborato con famosi registi italiani della sua epoca, tra i quali Alessandro Blasetti, Duilio Coletti, Mario Mattoli e Gennaro Righelli, e anche con il regista ungherese Ladislao.

## Filmografia

### Scenografo
- Antonio di Padova, il santo dei miracoli, regia di Giulio Antamoro (1931)
- Il caso Haller, regia di Alessandro Blasetti (1933)
- Aria di paese, regia di Eugenio De Liguoro (1933)
- Il signore desidera?, regia di Gennaro Righelli (1933)
- Il serpente a sonagli, regia di Raffaello Matarazzo (1935)
- Bertoldo, Bertoldino e Cacasenno, regia di Giorgio Simonelli (1937)
- Lohengrin, regia di Nunzio Malasomma  (1936)
- I due barbieri, regia di Duilio Coletti (1937)
- Amicizia, regia di Oreste Biancoli (1938)
- Ai vostri ordini, signora..., regia di Mario Mattoli (1938)
- Duetto vagabondo, regia di Guglielmo Giannini (1938)
- La mazurka di papà, regia di Oreste Biancoli (1940)
- Ridi pagliaccio, regia di Camillo Mastrocinque (1941)
- C'è un fantasma nel castello, regia di Giorgio Simonelli (1942)
- Una notte dopo l'opera, regia di Nicola Manzari e Nicola Fausto Neroni (1942))
- Cercasi bionda bella presenza, regia di Pina Renzi (1942)
- La signorina, regia di Ladislao Kish (1942)
- L'affare si complica, regia di Pier Luigi Faraldo (1942)
- La zia di Carlo, regia di Alfredo Guarini (1943)